# ولی (نیوجرسی)
ولی (به انگلیسی: Valley) یک منطقهٔ مسکونی در ایالات متحده آمریکا است که در بثهلهم، نیوجرسی واقع شده‌است. ولی ۱۲۴٫۹۷ متر بالاتر از سطح دریا قرار دارد.